# Boulazac
Boulazac är en kommun i departementet Dordogne i regionen Nouvelle-Aquitaine i sydvästra Frankrike. Kommunen ligger i kantonen Saint-Pierre-de-Chignac som tillhör arrondissementet Périgueux. År 2018 hade Boulazac 7 170 invånare.

## Befolkningsutveckling
Antalet invånare i kommunen Boulazac
Referens:INSEE

## Galleri

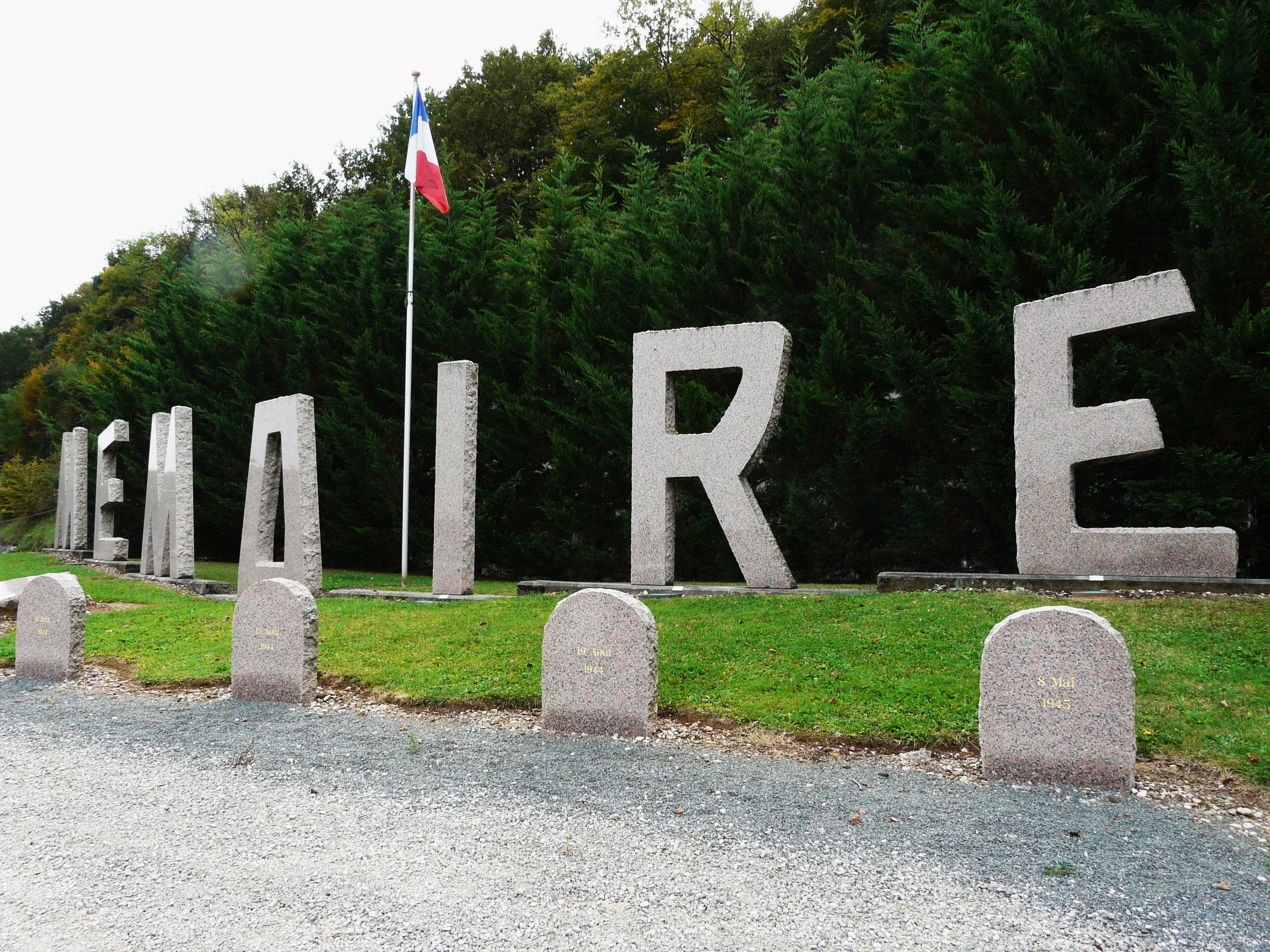
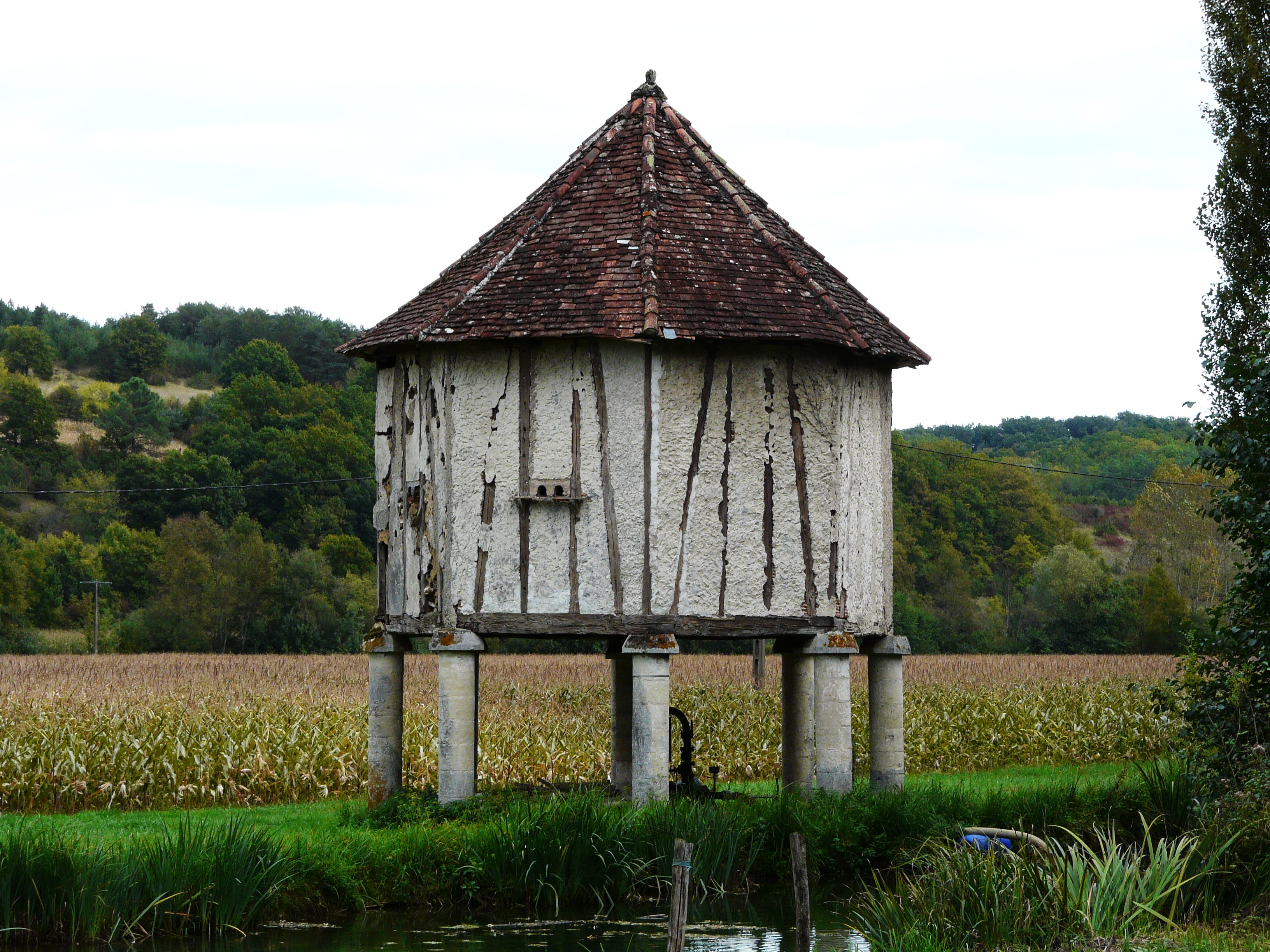
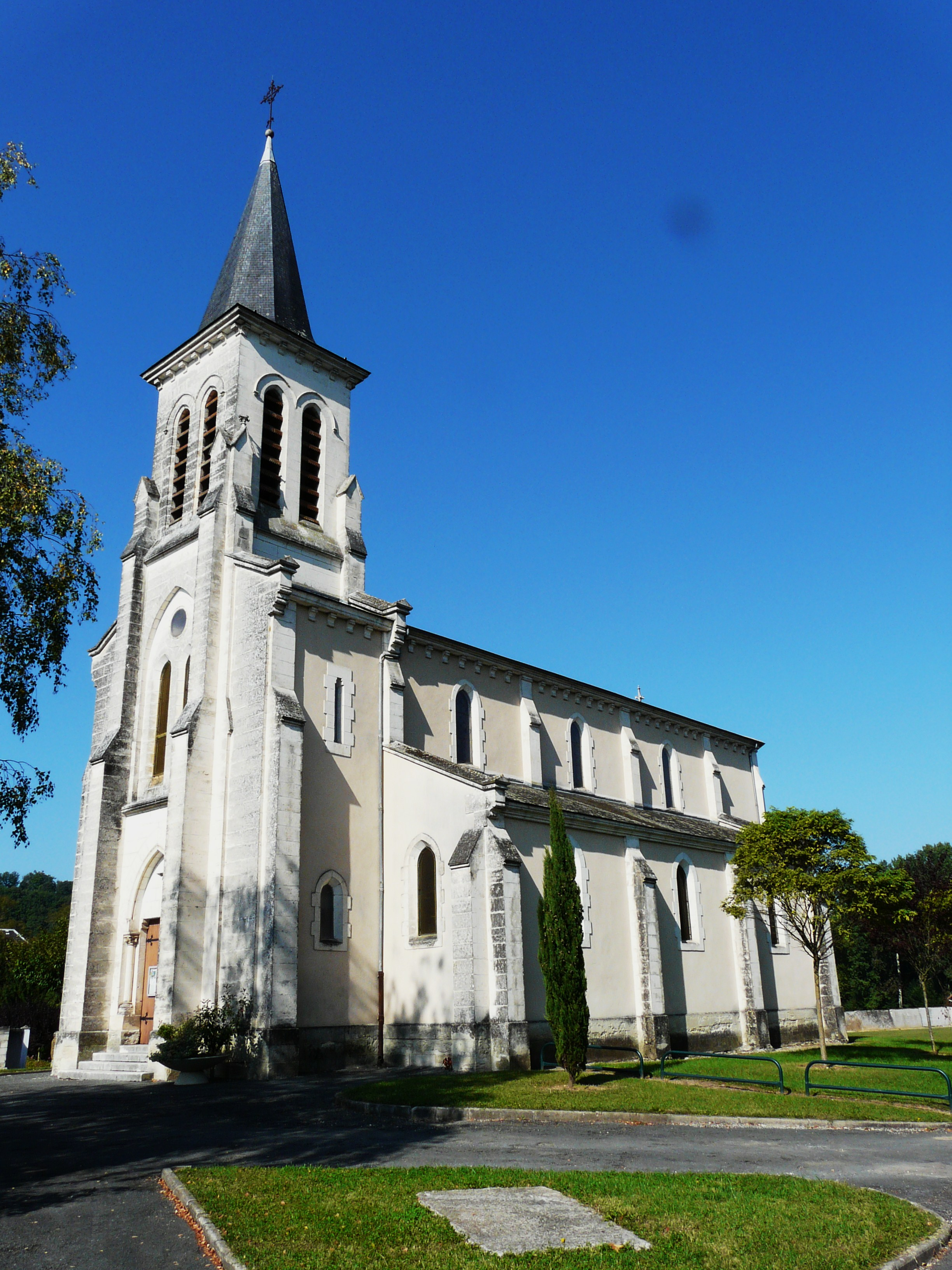
Kyrkan Saint-Jean-Baptiste
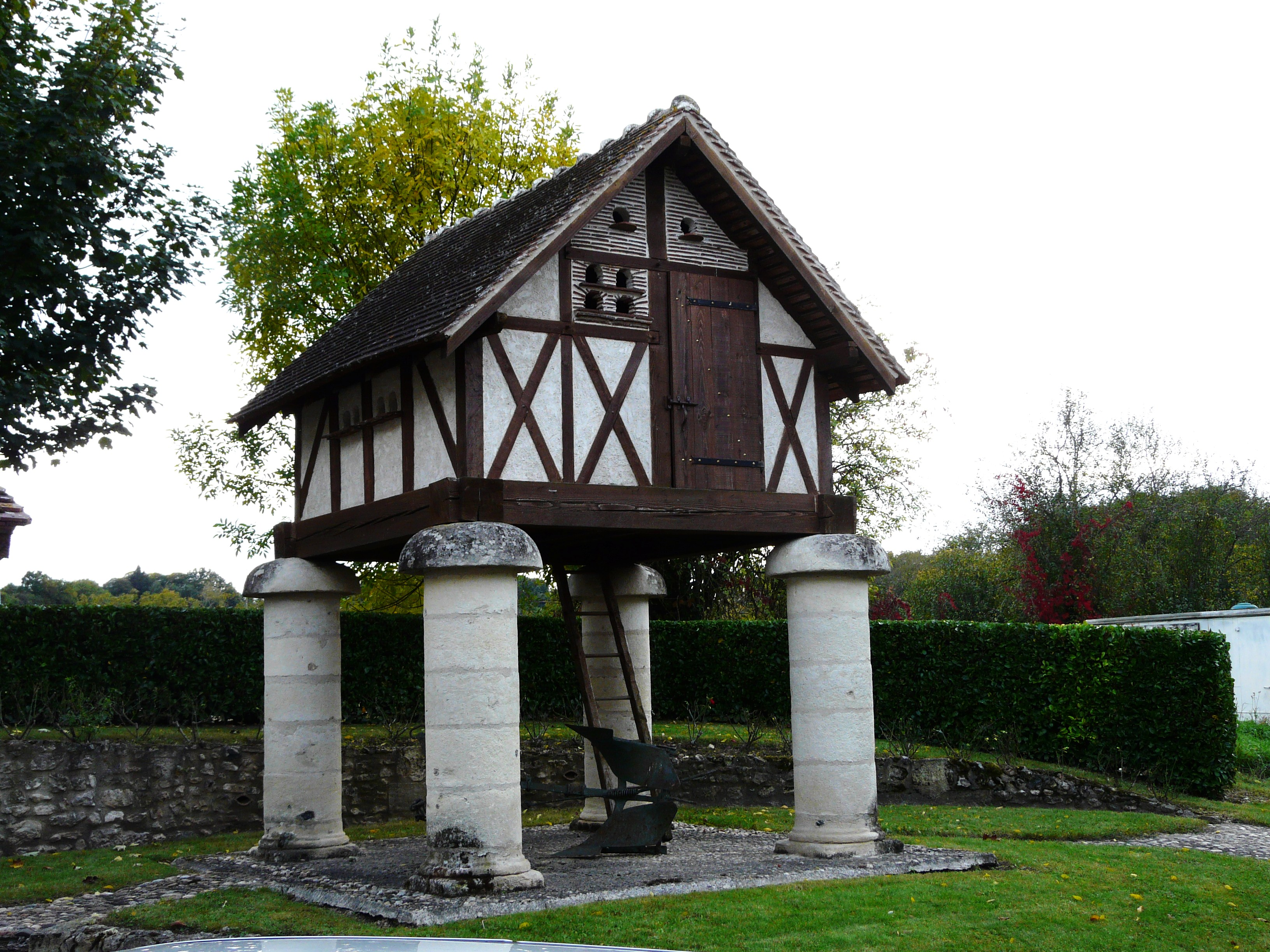
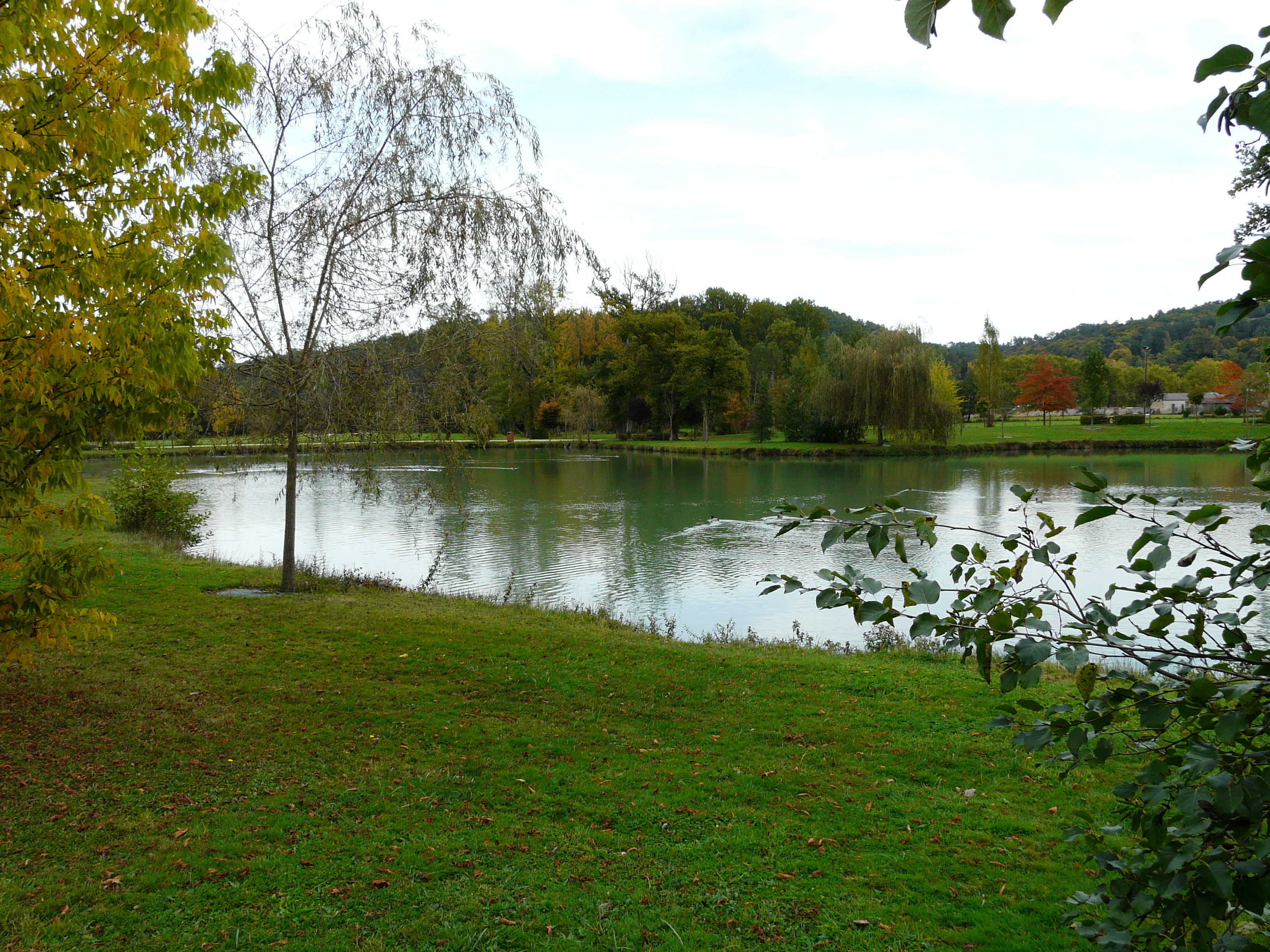